# 大阪航空堺市墜落事故
大阪航空堺市墜落事故（おおさかこうくうさかいしついらくじこ）は、2007年（平成19年）10月27日に大阪府堺市堺区の南海電鉄高野線、浅香山駅と我孫子前駅間の線路上に、大阪航空所有のヘリコプターが墜落した航空事故。
事故は、飛行中に突風を受けた際に、機体の回復操作を困難とする急激な操縦操作を行った事による。事故時には資格も経験も知識もない同乗者が操縦を行っていたために適切な回復操作がなされなかった。体験飛行と称し操縦をさせるといった行為が、いかに危険かを知らせる結果となった。

## 航空事故の概要
大阪航空(株)（以下「同社」）所属のロビンソン式R22Beta型　登録記号JA102D(回転翼航空機)は、2007年10月27日(土)、体験飛行のため、14時50分ごろ八尾空港を離陸し、飛行中、15時5分ごろ大阪府堺市堺区の南海電鉄高野線浅香山駅と我孫子前駅間の線路上に墜落した。同機には、機長及び同乗者が搭乗していたが、両名とも死亡し、同機は大破、火災が発生した。この事故の影響で、南海高野線が15時5分から21時38分までの約6時間運休した。

### 飛行の経過
- 同社のロビンソン式R22Beta型JA102D(以下「同機」)[3]は、2007年10月27日、八尾空港(以下「同空港」)から1回約15分の体験飛行を同じ機長(以下「本件機長」)で5回計画しており、この内事故となった4回目の飛行では本件機長が左席、同乗者が右席[4]に着座し、14時50分頃に同空港を離陸した。

大阪航空局八尾空港事務所に通報された同機の飛行計画の概要は、次のとおりであった。
- 飛行方式：有視界飛行方式(VFR)
- 出発地：八尾空港
- 移動開始時刻：13時30分
- 巡航速度：80kt
- 巡航高度：有視界飛行方式(VFR)
- 経路：大阪
- 目的地：八尾空港
- 到着予定時刻：15時30分
- 飛行目的：社用飛行、同空港での着陸4回、
- 持久時間で表された燃料搭載量：2時間30分
- 搭乗者数：2名

### 航空管制用レーダー記録による飛行の経過
大阪航空局関西空港事務所および、大阪空港事務所の航空管制用レーダーによれば、同機は14時53分01秒同レーダーに捕捉され始めた。それによると、同レーダーサイトから南南東へ14.1nmの位置にあって、高度640ft・対地速度70ktで西に向けて飛行。その後、同機が航空管制用レーダーから消失する15時04分21秒までの間、対地速度は90～30ktの間を、高度は1050～650ftで変化していた。また、この間進路を不規則に変化させながら、飛行を続けていた。同機がレーダーから消失したのは15時04分21秒、大阪空港レーダー・サイトの南南東約13nm 付近である。

### 物的損害
ロビンソン機は大破し、胴体は全体的に破断及び損傷し下部を焼損、メイン・ローター・ブレードは2枚とも破断しテール・コーンやテール・ローター・ブレード、尾翼も破断・脱落していた。降着装置や操縦系統までも破断されていた。また墜落した地点でもある南海高野線の電線6本の切断及び電柱の一部が損傷している。

## 航空機乗組員等に関する情報
- 機長男性:40歳
- 事業用操縦士技能証明書（回転翼航空機）:平成13年2月26日
- 限定事項:陸上単発ピストン機:平成13年 2月26日
- 第1種航空身体検査証明書:有効期限:平成20年 2月24日
- 総飛行時間:807時間04分
- 最近30日間の飛行時間:13時間44分
- 同型式機による飛行時間:218時間15分
- 最近30日間の飛行時間:6時間15分

## 気象に関する情報

### 天気概況等
10月27日8時54分に大阪管区気象台が発表した大阪府内の注意報・警報のうち、事故現場を含む泉州地域に対するものは、次のとおりであった。
- 泉州:強風、波浪注意報
- 風:27日昼過ぎから27日夜のはじめ頃まで北の風、最大風速陸上12メートル海上15メートル

また、同27日15時には、紀伊半島沖に台風20号があり、北東へ95km/hで進んでいた。

#### 空港の航空気象の観測値
事故現場の東約5nmに位置する八尾空港の事故関連時間帯の航空気象の観測値は、次のとおりであった。
- 15時00分
- 風向350°
- 風速8kt、
- 風向変動:330°～040°
- 卓越視程:30km、
- 雲
  - 雲量:1/8 
    - 雲形:層雲
      - 雲底の高さ:1000ft

  - 雲量:3/8
    - 雲形:積雲
      - 雲底の高さ2500ft、

  - 雲量5/8
    - 雲形:積雲
      - 雲底の高さ4500ft、
- 気温20℃
- 露点温度16℃、
- 高度計規正値（QNH）
  - 29.63 inHg

事故当日は強い風が吹き、特に事故発生時間帯には強い西からの突風が吹いていたと複数の目撃者が証言している。

## 医学に関する情報
- 大阪府警察本部が10月28日に行った解剖の結果、本件機長及び同乗者からアルコールや薬物の反応は認められなかった。死因については、本件機長は頭部挫滅、同乗者は両肺挫傷であった[14]。機長は平成15年10月以降、航空身体検査基準では不適合状態のサルコイドーシスの疑いで、定期的に専門病院で受診していたが、専門病院の眼科医によれば眼の治療は必要なしとの診断結果であった。大阪府警が事故後に生体検査を実施した結果、本件機長は、サルコイドーシスに罹患していたことが判明している[15]。
  - サルコイドーシスという病気は、全身の色々な臓器に結核を始めとする感染症によく似た病巣を作る疾患であり、一般にそのような病巣を類上皮細胞肉芽腫と呼んでいる。しかし、現在までその原因は明確にされていない。よく認められる症状は目のかすみ、視力低下、咳、呼吸苦、色々な皮膚の発疹、不整脈などで、肉芽腫が出来た臓器の障害として出現する[16]。

## 事故現場及び残がいの情報

### テール・コーン
- 胴体との取付部で破断分離し、取付部から尾部へ約2.3mの部分、約2.7mの部分及び約3.7mの部分で3分割されていた。
- 約2.7mの部分の左側には、前方上部から後方下部にかけて、メイン・ローター・ブレード（黒）の塗料痕及びブレードの厚さの幅で大きな打痕があった[17]。

## 気象との関連
事故発生時刻の関西国際空港においては、風向340°で風速17kt、最大瞬間風速27ktの風が観測されており、目撃者は、事故が発生した時間帯及び地点で、かなり強い西からの突風が吹いていたと述べている。また、事故の発生した時間帯にほぼ同じ空域を飛行していた同社の他の機長は、「北西から強い風が吹いていて乱流があった」と述べていることから、同機に異常が発生した時間帯及び地点付近では、西寄りの強い突風が吹いていたことが考えられ、同機は事故直前、後方からの強い突風を受けていたと考えられる
。

## 体験飛行
大阪航空では、操縦資格及び操縦練習許可書を有していない者を対象に、体験飛行と称して航空機へ搭乗させていた。ヘリコプターの操縦に興味を持って貰うと共にその中から資格取得を志す者が出てくることを期待しての体験飛行だったが、その際航空機に搭乗することの恐怖感を取り除くとともに、同乗者の様子を見ながら操縦桿に触れさせたり離着陸以外では操縦をさせることまで行っていた。また、同乗者への搭乗時の注意事項の説明は本件機長に一任していた。
だが同社では訓練ではないという認識で操縦練習許可書は取っておらず、操縦教官以外にも機長を担当させていた。事故時の飛行も、本件機長は操縦教官ではなく、同乗者は操縦練習許可書を取得していなかった。しかも事故機は航空機使用事業として許可は取得していたが、航空運送事業の許可は取得していなかった。
同社の体験飛行の問題点について、事故調査報告書では以下の様に指摘している。

## 事故発生と再発防止
- 異常事態が発生した時は、本件機長がカンパニー無線で交信を行った直後、無線機の周波数を八尾タワーに切り換える直前であったと考えられる。
- 本件機長は、計器板にある無線機の周波数切り替えスイッチを操作するため、右手を操縦桿から離し、目や意識も機内に向けられ、直ぐには操縦を替わることができない状況にあった可能性が考えられる。
- 同機は、操縦資格も経験も知識もない同乗者が操縦し、後方からの強い突風を受けた際、本件機長は右手で無線機の操作中であったため対応が遅れ、適切な機体の回復操作ができなかった可能性が考えられる。
- 無資格者が体験飛行のため同乗者として乗り込む場合、同乗者は必ず左席に着座させ、同乗者が操縦桿に触れることがないように左席操縦桿を外すとともに、同乗者が絶対にスイッチ類に触れないように搭乗前に注意し、上空でもその配慮を欠かさないことが必要である[21]。

## 持病の影響
本件機長は、航空身体検査基準では不適合状態のサルコイドーシスに罹患していたが、専門病院の眼科医によれば眼の治療は必要なしとの診断結果であったこと、その他サルコイドーシス特有の症状も特になかったため、自らが航空業務に特に影響がないと判断して乗務していたものと推定されている。持病が本事故に直接関与したかどうかは明らかにすることはできなかった。

## 原因
本事故は、同機の飛行中にマスト・バンピングが発生し、メイン・ローター・ブレードがテール・コーンを叩き、メイン・ローターの回転が低下したため、機体が操縦不能状態となり、墜落したことによるものと考えられる。マスト・バンピングが発生したことについては、体験飛行中に後方からの強い突風を受けた際、右席に着座した無資格の同乗者が本件機長による機体の回復操作を困難とする急激な操縦操作を行ったことが関与した可能性が考えられる
。

## 事故後
同社は、大阪航空局が立入検査を実施した結果を踏まえ、下記のとおり改善対策（抜粋）を講じた。
- (1) 体験飛行等の安全確保について
  - 体験飛行の実施方法を見直し、今回と同じように操縦訓練を希望するものが体験飛行として同乗する場合、同乗者に操縦練習許可書を取得させ、操縦訓練の一環として実施することとした。また、操縦訓練の場合を除き、ロビンソン機に無資格者（操縦資格を持たない者）が同乗する際は左席に着座させるとともに左席側の操縦桿は取り外すこと、また、飛行前に、機長が同乗者へ安全ブリーフィングを行うことを社内規定に定めた。
- (2) 法令の遵守及び安全管理のための体制確立について
  - 全社員に対して、安全宣言、訓示、法令及び関連規定について教育を実施し、法令遵守の重要性について周知徹底を図った。また、安全推進組織を、社長をトップ（安全統括管理者）とする組織に見直し、専従者を配置して、新しい管理体制を確立した。

なお、国土交通省航空局は、平成19年11月 7日付で、（社）全日本航空事業連合会に対し、傘下の会員に、ロビンソン式R22系列型機及びR44型機の操縦士に対する訓練を適切に行うこと、並びに体験飛行等における安全確保について周知徹底を図り、運航の安全確保に万全を期するよう要請した。

## 刑事処分
航空法違反と業務上過失致死で大阪航空社長と幹部が書類送検されたが、乗客が操縦していた証拠がないことなどから、2010年3月に大阪地方検察庁堺支部は不起訴とした。